# Chiropodomys pusillus
Chiropodomys pusillus — вид деревних гризунів родини Muridae. Він є ендеміком для Борнео, де він відомий лише з Сабаху та Сараваку (Малайзія) та з південного Калімантану (Індонезія), хоча, ймовірно, він зустрічається ширше. Це деревний вид, який, імовірно, зустрічається в різних типах лісу, включаючи деградовані або модифіковані ліси, хоча це потрібно підтвердити.

## Морфологічні особливості
З довжиною голови та тулуба від 69 до 77 мм і довжиною хвоста від 81 до 96 мм цей вид менший за Chiropodomys gliroides, але не є найменшим представником роду на Борнео. Довжина задніх лап становить 16–17 мм, а довжина вух — 11–13 мм. Інформація про вагу відсутня. Коротке, м'яке та щільне хутро зверху світло-рудувато-коричневе з темними ділянками на голові й посередині спини; низ — білий. Крім того, зовнішні сторони рук і ніг темніші. Цей вид має сірі зап'ястки та щиколотки та білі пальці рук і ніг. На великому пальці ноги є ніготь, а на інших пальцях є злегка загнуті кігті. Добре запушений хвіст коричневий, а довгі волоски утворюють однойменну китицю на кінчику хвоста.